# Serpotortella
Serpotortella là một chi rêu trong họ Serpotortellaceae.